# Bestiaire de Radford
Le Bestiaire de Radford appelé aussi Bestiaire de Worksop est un manuscrit d'un bestiaire enluminé, datant de 1185, conservé à la Pierpont Morgan Library sous la cote M.81. Le manuscrit contient 106 miniatures.

## Historique
Le manuscrit a peut-être été écrit et décoré à Lincoln ou York vers 1185. Il est donné par Philip, chanoine de la cathédrale de Lincoln en 1187 au prieuré augustinien de Radford (en), actuellement Worksop dans le Nottinghamshire.
La trace du manuscrit se perd ensuite. Il appartient au Duc d'Hamilton au XIXe siècle qui le vend avec l'ensemble de sa collection en 1883 aux musées de Berlin. Il est revendu avec une partie de la collection Hamilton en 1889 à Londres. Il est acquis successivement par les collectionneurs Jacques Rosenthal (de) (jusqu'en 1896) puis William Morris par l'intermédiaire de Sydney Cockerell (jusqu'en 1897) et enfin Richard Bennett de Manchester (1844-1900). Il est enfin acquis par John Pierpont Morgan en 1902 dont les collections constituent la Pierpont Morgan Library de New York créée par son fils J. P. Morgan, Jr.

## Description
Le manuscrit est une compilation de textes ayant trait à la description de la nature et des animaux. Il contient des textes du De Imagine Mundi de Honoré d'Autun mais aussi des textes du Physiologus ou d'Isidore de Séville, du livre de la Genèse et un sermon du Pseudo-Saint-Augustin. Il contient 106 miniatures de taille variée généralement avec un fond d'or et un cadre de couleur vert, rouge, jaune et bleu. Les animaux représentés débordent fréquemment de ces bordures. 

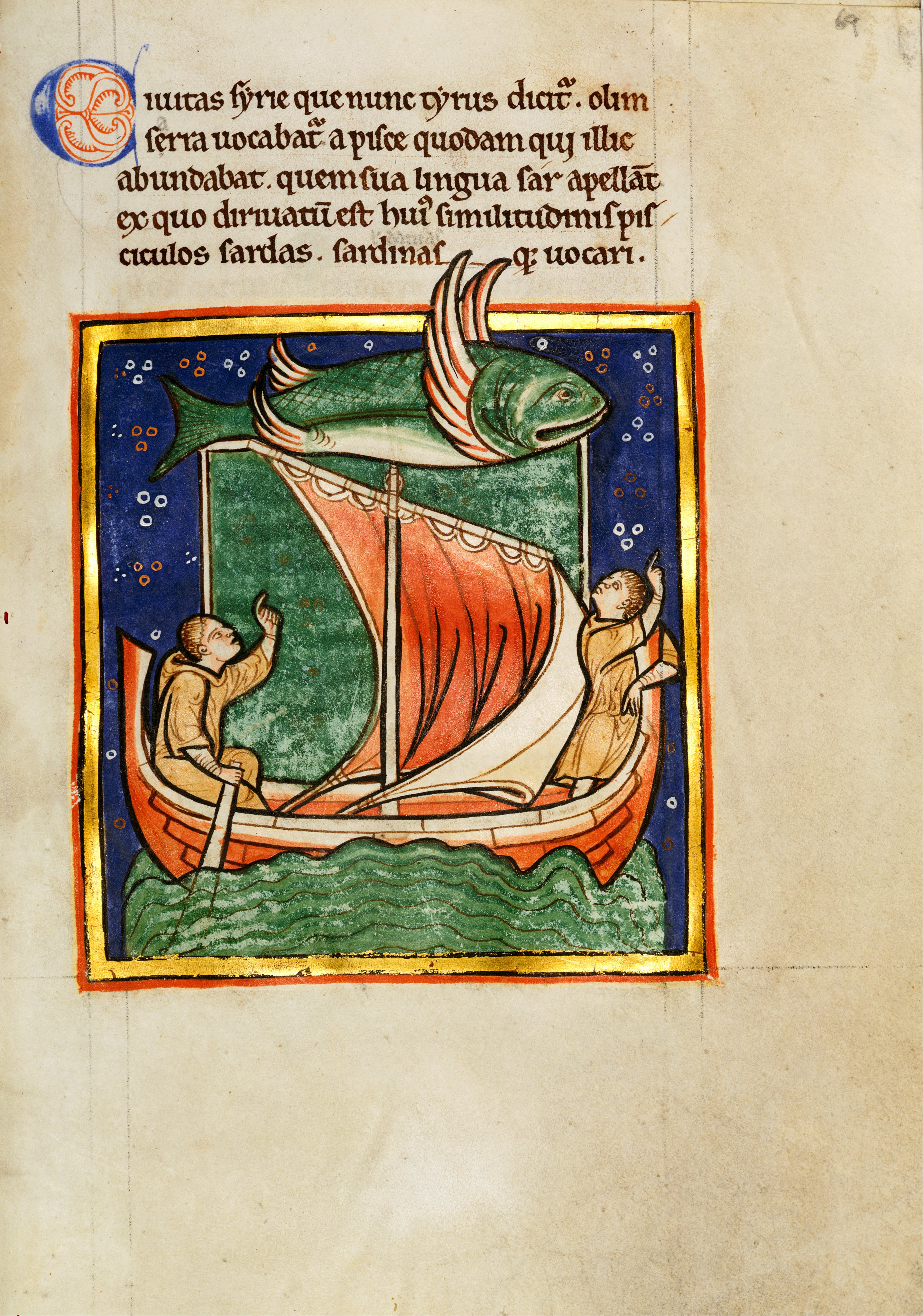
Un poisson-scie et un bateau
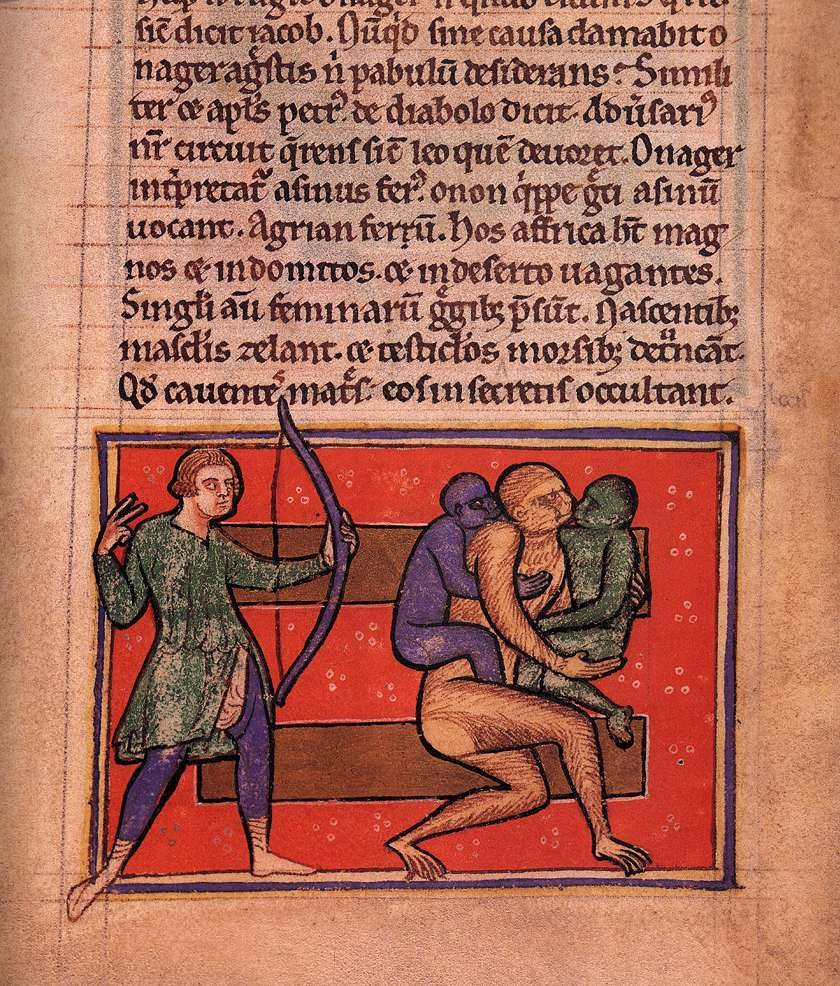
Chasse aux singes